# R.L. Stine: I racconti del brivido - Fantasmagoriche avventure
R.L. Stine: I racconti del brivido - Fantasmagoriche avventure (in originale Mostly Ghostly) è un film del 2008 diretto da Richard Correll e basato sul romanzo La vendetta dello spettro della serie di libri Mostly Ghostly di R.L. Stine.

## Trama
Max Doyle è un ragazzino di undici anni senza amici e con la passione della magia. Un giorno i fantasmi di due bambini, Nicky e Tara Roland, gli chiedono di far luce sulla loro morte e sulla scomparsa dei loro genitori. Max accetta di aiutarli...

## Distribuzione
- Il film è stato trasmesso in Italia per la prima volta in televisione nel dicembre 2010 con il titolo Mostly Ghostly - Fantasmagoriche avventure.
- Sulla copertina del DVD americano c'è scritto solo Mostly Ghostly, ma durante i titoli iniziali appare il titolo Mostly Ghostly - Who Let The Ghosts Out?, forse errore di stampa.

## Sequel
Nel 2014 è stato realizzato il seguito del film intitolato Mostly Ghostly: Have You Met My Ghoulfriend? in italiano R. L. Stine: I racconti del brivido - Un demone in corpo.
Nel film in questione Madison Pettis torna ad interpretare il ruolo di Tara accanto a nuovi attori come Bella Thorne, Calum Worthy, Ryan Ochoa, Eric Allan Kramer e Roshon Fegan.

## La saga
- R. L. Stine: I racconti del brivido - Non ci pensare! (2008)
- R.L. Stine: I racconti del brivido - L'armadio delle anime (2015)
- R.L. Stine: I racconti del brivido - La casa stregata (2016)

## Serie TV
- Piccoli brividi (1995-1998)

## Film
- Piccoli brividi (2015)
- Piccoli brividi 2 - I fantasmi di Halloween (2018)